# Міссал

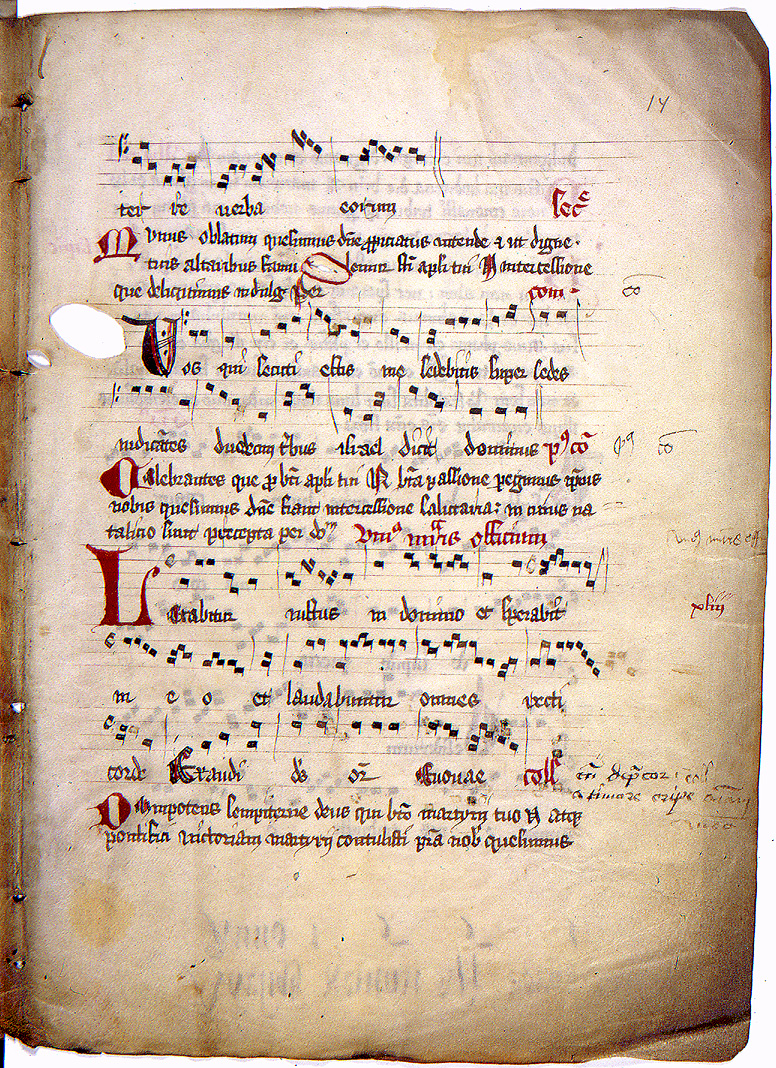
рукопис міссалу XV століття.

Римський місса́л, або просто місса́л (лат. Missale) — у римо-католицькій церкві богослужбова книга, яка містить тексти меси з супутніми текстами: статутними рубриками, змінними частинами, календарем тощо.

## Історія

### Виникнення міссалу в Середньовіччя

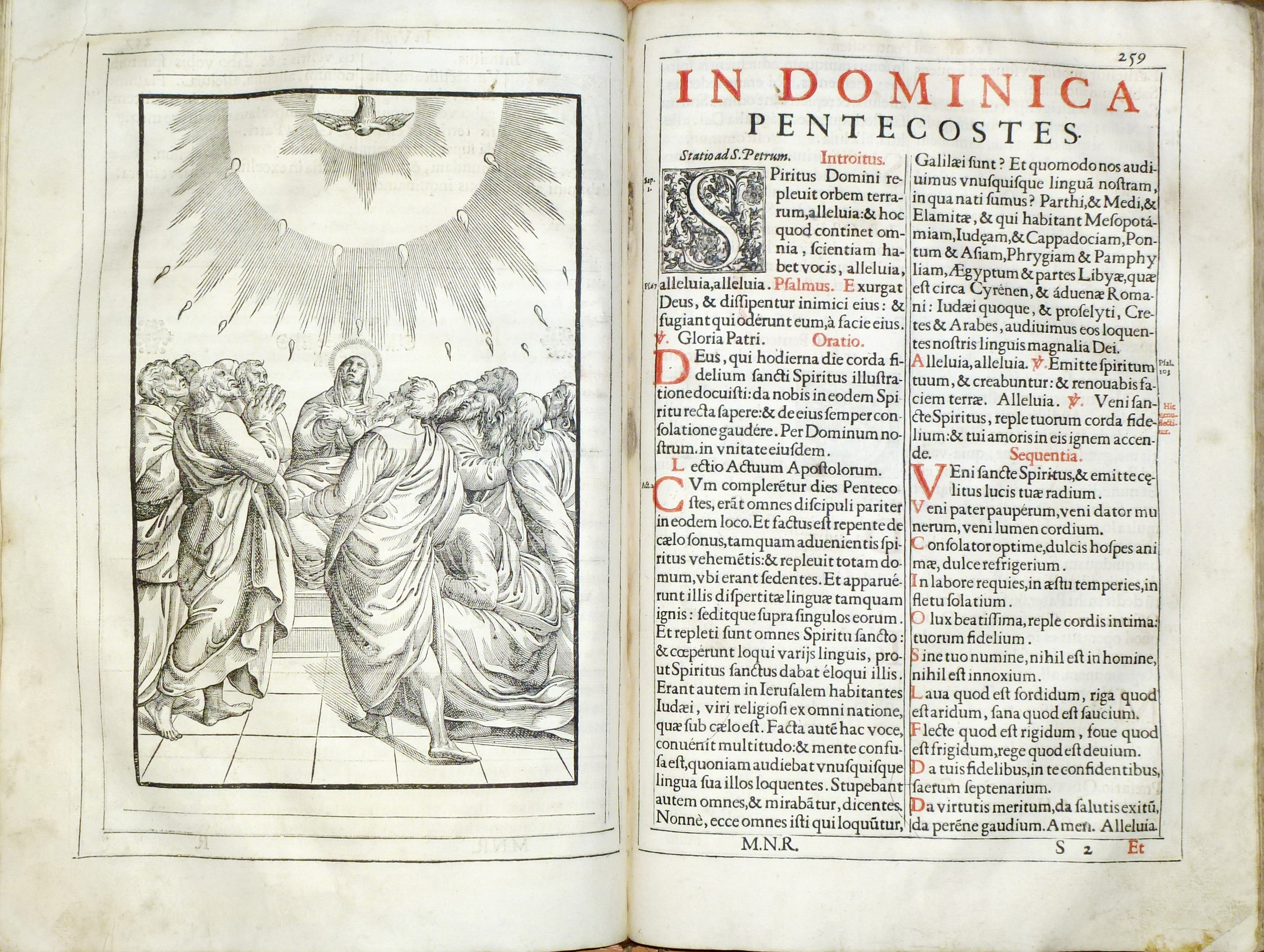
Гравюра з зображенням зішестя Св. Духа та початком меси в неділю П'ятидесятниці у виданні Missale Romanum. Venetiis: Apud Iuntas, 1632.

Аж до раннього Середньовіччя, для служіння меси було необхідна велика кількість книг: сакраментарій з текстом євхаристійного канону, збірник молитов, євангеларій і епістолярій з читаннями зі Святого Письма, одна або кілька книг з текстами пісень (градуал або антіфонарій). Поступово рукописи, що містять ці книги, стали об'єднувати в одну книгу, яка стала називатися «Missale plenum», тобто «повне (зібрання текстів для) меси».
До появи такого повного міссалу місцеві (в дієцезіях, церковних областях, абатствах) літургійні книги варіювалися в окремих деталях, зокрема, в організації санкторала, вибору пісень, календаря тощо. Ці варіації продовжилися і після появи Missale plenum, хоча поступово проявилася тенденція до уніфікації.
Ордени домініканців та францисканців, що з'явилися в XIII столітті, адаптували міссал для потреб своїх апостольських мандрівок. В 1223 році святий Франциск Ассізький вказав своїм братам використовувати для адаптації тексти міссалів, що були у вживанні в Римській курії. Папа Григорій IX запропонував адаптований францисканцями міссал зробити загальним для всієї латинської церкви, але ця ідея не була втілена. Папа Миколай III в 1277 році затвердив цей міссал для римської дієцезії. Завдяки францисканцям, що сприяли поширенню цього міссалу, він поступово поширився в багатьох областях. Винахід в XV столітті друкарства прискорив цей процес, так само як і вихід в 1474 році друкованого видання Римського міссалу.
З появою книгодрукування стандартизація латинської літургії прискорилася. А проте місцеві церковні влади та редактори друкованих видань включали до видаваних ними міссали деякі місцеві особливості, характерні для їхніх дієцезій, які, до того ж, могли бути сумнівними з погляду віровчення.

### Міссал після Тридентського собору

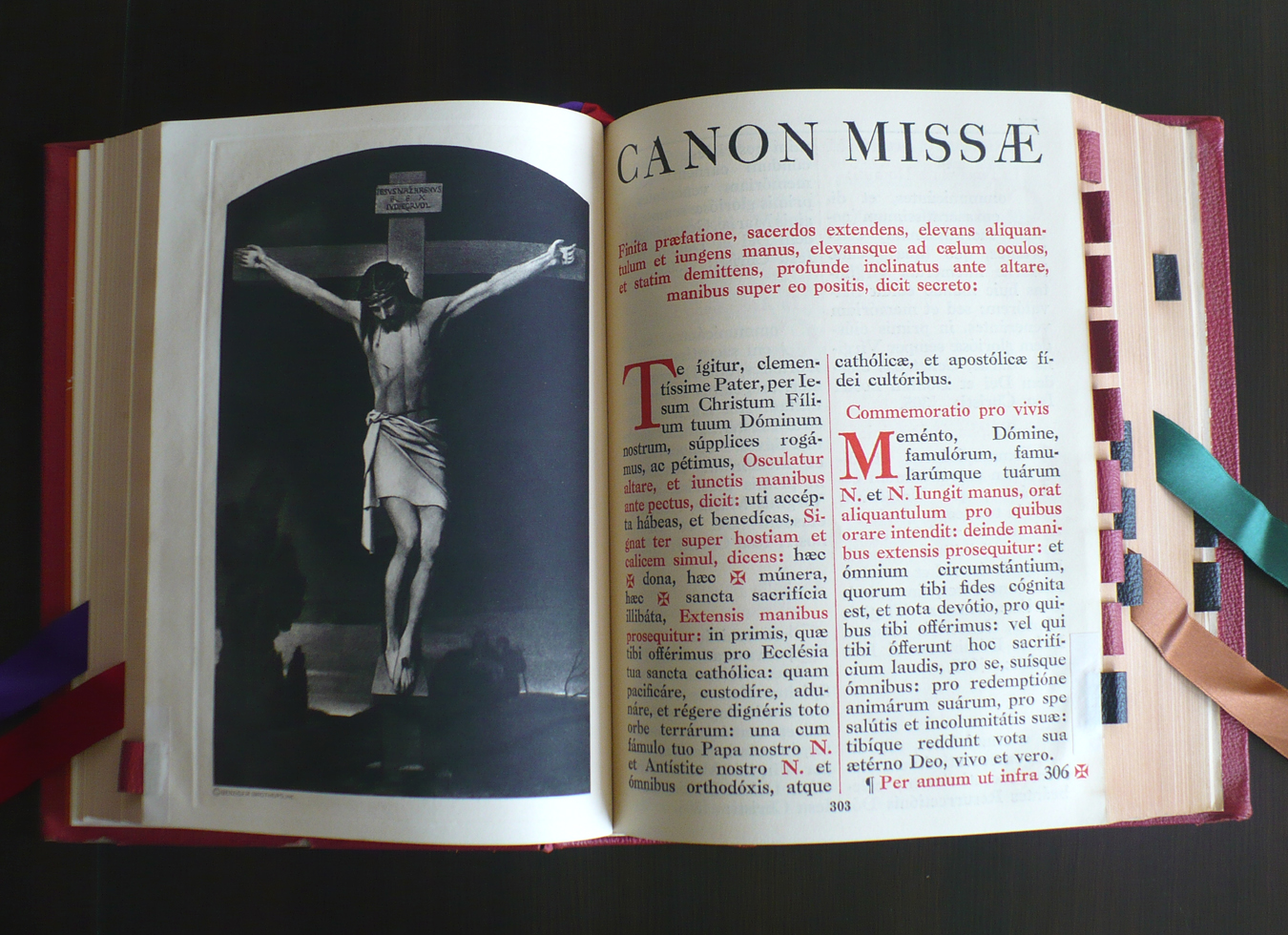
Останнє видання (1962) Римського міссалу (Тридентського)

Тридентський собор взяв до уваги цю проблему і ухвалив рішення про необхідність затвердити єдиний текст міссалу для всієї латинської церкви. Це було реалізовано Папою св. Пієм V 14 липня 1570 року, коли була опублікована булла Quo Primum. Цим текстом міссал, що використовувався папською курією, був оголошений обов'язковим для всієї латинської церкви за винятком тих областей та громад, які могли довести більш ніж двохсотрічну давність свого обряду.
Булла Quo Primum у досить категоричній формі встановлювала цей новий міссал «назавжди», не припускаючи внесення туди будь-яких змін. Тим не менш, незначні зміни не раз вносилися наступними Папами, що випускали нові типові видання (Editio typica, тобто зразки, з яких повинні були друкуватися всі міссали) цього міссалу.
Папа Климент VIII опублікував нове типове видання міссалу 7 липня 1604 року, де були зроблені деякі зміни та доповнення (свята святих, тексти propria).
Папа Урбан VIII опублікував наступне типове видання 2 вересня 1634 року.
В 1884 році Папа Лев XIII опублікував нове типове видання, яке врахувало зміни, що відбулися після Урбана VIII.
Наступну редакцію міссалу зробив Папа св. Пій X, ця робота була завершена і видання оголошено типовим вже його наступником Бенедиктом XV 25 липня 1920 року. Це видання містило кілька виправлень, вилучень і додатків у тексти молитов, але основними змінами були зміни у статутних рубриках. Ці зміни не були включені в колишній розділ, «Rubricae generales», але склали окрему главу, озаглавлену «Additiones et variationes in rubricis Missalis».
Набагато відчутнішими були зміни, внесені Папою Пієм XII, хоча вони торкалися всього чотирьох днів на рік. Були відредаговані тексти Пасхального тридення, зокрема, змінено час вчинення деяких богослужінь. Так, Великоднє Бдіння тепер повинна була відбуватися ввечері Великої Суботи, а не вранці, як раніше. Ці виправлення зажадали навіть змін у канонічному праві, тому що до цього, за винятком лише опівнічної меси на Різдво, не допускалося вчинення мес раніше, ніж за годину до світанку і пізніше, ніж через годину після полудня. Ці зміни були зроблені в 1955 році. Пій XII також створив комісію з метою перегляду всіх рубрик міссалу.
Папа Іван XXIII випустив в 1962 році нове типове видання, що містило дві помітні зміни: до числа святих, що згадуються в Римському каноні, був включений Святий Йосип, а з молитви, читається у Велику п'ятницю, з прохання про юдеїв був вилучений епітет perfidi (невірні). Варто відзначити, що включення згадки святого Йосипа було першою з часу міссалу св. Пія V зміною тексту Євхаристійного канону; всі зміни, що були до цього, стосувалися в основному супутніх текстів, але не торкалися сам канон меси. Крім того, до цього видання увійшли нові, виправлені тексти рубрик, підготовлені комісією, створеною Пієм XII-м.

### Міссал після II Ватиканського собору

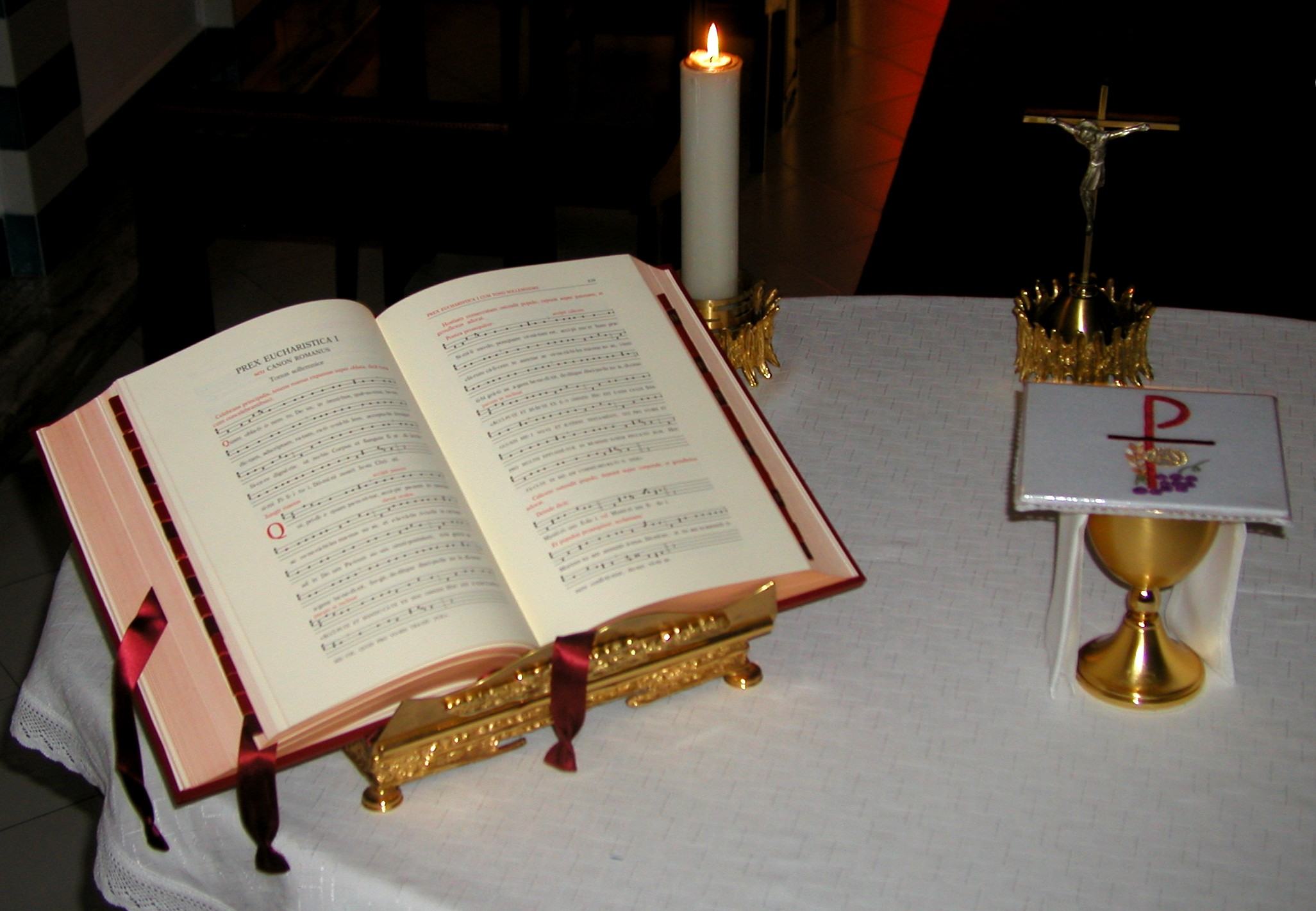
Останнє видання (2002) Римського міссалу

Другий Ватиканський собор проходив з 1962 по 1965 роки. На другому засіданні собору, що відбулося восени 1963 року, отці собору ухвалили апостольську конституцію «Sacrosanctum consilium», присвячену богослужінню. У цьому тексті вони, серед іншого, ухвалили опублікувати новий міссал, де б, зокрема, дозволялось служіння меси національними мовами і відновлювалися деякі стародавні звичаї, такі, як практика співслужіння, або молитва вірних. У 1965 році такий міссал було опубліковано, але він торкався тільки чергування меси: спрощував і дозволяв вживання місцевих мов в одній частині чину (зокрема, в початку меси). Цей міссал 1965 року не був типовим виданням.
3 квітня 1969 року Апостольською Конституцією «Missale Romanum» Павло VI ввів новий, повністю перероблений чин меси. 26 березня 1970 Конгрегація Божественного культу опублікувала перше типове видання нового міссалу латинською мовою. Друге типове видання вийшло в 1975 році. У 2000 році Папа Іван Павло II схвалив третє видання, яке вийшло і було оголошено типовим в 2002 році.
Втім, видання 2002 року досі не перекладено на всі національні мови, тому на практиці в багатьох місцях використовуються переклади колишнього видання, 1975 року. Оскільки в деяких випадках ці переклади досить вільно поводяться з оригінальним текстом, Конгрегація Божественного культу в своїй інструкції «Liturgiam authenticam» від 25 квітня 2001 року зажадала повного перегляду перекладів на національні мови з тим, щоб вони «вірно передавали» латинський текст.

### Дві форми римського обряду
У 2007 році Папа Бенедикт XVI видав Апостольське послання «motu proprio» Summorum Pontificum. У цьому посланні Папа значно розширює можливості використання Римського міссалу, затвердженого св. Пієм V і оновленого Іваном XXIII в 1962 році. Бенедикт XVI нагадує в своєму motu proprio, що цей міссал ніколи не був формально скасований, і називає його «екстраординарним виразом lex orandi (закону молитви) католицької церкви латинського обряду» — поряд з ординарним виразом того ж lex orandi, яким продовжує залишатися міссал, виданий Папою Павлом VI в ході літургійної реформи, і третє типове видання якого було затверджено Іваном Павлом II в 2002 році. Згідно з нормами, що встановлюються цим посланням, будь-який католицький священник латинського обряду вправі використовувати в приватній месі як той, так і інший міссал, не просячи для цього спеціального дозволу у Апостольського Престолу або у свого Ординарія. Єпископи ж і настоятелі повинні йти назустріч групам віруючих, які бажають брати участь у месі за дореформеним обрядом.
Таким чином, в наш час[коли?] існують дві форми римського обряду і, відповідно, дві легітимні версії Римського міссалу: при служінні по ординарної формі використовується типове видання 2002 року, опубліковане Папою Іваном Павлом II, а при здійсненні богослужіння з екстраординарною формі використовується міссал, затверджений Іваном XXIII в 1962 році (який на законних підставах використовувався і до 2007 року в так званих «індультних» громадах, тобто здійснювали богослужіння з дореформеному чину відповідно до Motu proprio 1988 року Ecclesia Dei).

## Структура римського міссалу
Міссал видання 2002 року складається з таких частин:

### Вступна частина
- Decreta: Декрет, що вийшов у Великий Четвер 2000 року, що вводить нове видання міссалу.
- Constitutio Apostolica Pauli p.p. VI «Missale Romanum»: Апостольська конституція Папи Павла VI від 3 квітня 1969 року, вводить у вжиток новий чин меси.
- Institutio generalis Missalis Romani: Загальні настанови до Римського міссалу.
- Letterae Apostolicae motu proprio datae Pauli pp VI «Mysterii paschalis»: Motu proprio Павла VI про новий літургійний календар.
- Normae universales de anno liturgico et de Calendario: Загальні норми літургійного року і календаря.
- Calendarium romanum generale: Римський календар

### Temporale (Послідування часу)
- Tempus Adventus (Час Адвенту)
- Tempus Nativitatis (Різдвяний час)
- Tempus Quadragesimæ (Великопісне час)
- Hebdomada Sancta (Страсна Тиждень)
- Sacrum Triduum Paschale (Пасхальне тридення)
- Tempus Paschale (Пасхальний час)
- Tempus «per annum» — In Dominicis et feriis (Рядовий час, недільні та будні дні)

### Ordo Missæ (Слідування меси)
- Ritus initiales (Вхідні обряди)
- Liturgia verbi (Літургія слова)
- Liturgia Eucharistica (Євхаристійна літургія)
- Præfationes (Префаціі)
- Preces Eucharisticæ (Євхаристичні молитви)
  - Prex eucharistica 1 seu Canon romanus (I Євхаристійна молитва, або Римський канон)
  - Prex eucharistica 2 (II Євхаристійна молитва)
  - Prex eucharistica 3 (III Євхаристійна молитва)
  - Prex eucharistica 4 (IV Євхаристійна молитва)
- Ritus Communionis (Обряд Причастя)
- Ritus Conclusionis (Завершальні обряди)

- - Benedictiones in fine Missæ et Orationes Super Populum (Благословення в кінці меси і молитви над народом)
  - Orationes «Super Populum» (Молитви над народом)

- Appendix ad ordinem Missæ (Доповнення до чину меси)

- - Prex Eucharistica «de reconciliatione» 1 (Молитва євхаристійна «про примирення» 1)
  - Prex Eucharistica «de reconciliatione» 2 (Молитва євхаристійна «про примирення» 2)
  - Prex Eucharistica «pro variis necessitatibus» 1 (Молитва євхаристійна «про різні потреби» 1)
  - Prex Eucharistica «pro variis necessitatibus» 2 (Молитва євхаристійна «про різні потреби» 2)
  - Prex Eucharistica «pro variis necessitatibus» 3 (Молитва євхаристійна «про різні потреби» 3)
  - Prex Eucharistica «pro variis necessitatibus» 4 (Молитва євхаристійна «про різні потреби» 4)

### Proprium de Sanctis (Слідування святим)
- Messes propres des saints (Меси святим)

### Communia (загальні служби)
- Communia (загальні служби)
  - Commune dedicationis ecclesiæ (Загальна служба освячення церкви)
  - Commune Festorum Beata Mariæ Virgine (Загальна служба свят Пресвятій Діві Марії)
  - Commune Martyrum (Загальна служба мученикам)
  - Commune Pastorum (Загальна служба пастирям)
  - Commune Doctorum Ecclesiæ (Загальна служба вчителям Церкви)
  - Commune Virginum (Загальна служба дів)
  - Commune Sanctorum et Sanctarum (Загальна служба святим)

- Missæ Rituales (Ритуальні меси)
- Missæ et orationes pro variis necessitatibus vel ad diversa (Меси і молитви в різних потребах)
- Missæ Votivæ (вотивні меси)
- Missæ Defunctorum (Меси за померлих)

### Appendices (Додатки)
- Ordo ad faciendam et aspergendam aquam benedictam (Чин освячення святої води і окопленія нею)
- Ritus ad deputandum ministrum sacræ communionis ad actum distribuendat
- Ordo benedictionis calicis et patenæ intra Missam adhibendus (Чин благословення чаші і патени під час меси)
- Specimina formularum pro oratione universali (Зразки формул для спільних молитов)
- Preces eucharisticæ pro missis cum pueris (Євхаристичні молитви для дитячих мес)
  - Prex eucharistica 1 pro missis cum pueris (1 Євхаристійна молитва для дитячих мес)
  - Prex eucharistica 2 pro missis cum pueris (2 Євхаристійна молитва для дитячих мес)
  - Prex eucharistica 3 pro missis cum pueris (3 Євхаристійна молитва для дитячих мес)
- Preparatio ad Missam (Підготовка до месі)
- Gratiarum actio post Missam (Дяка після меси)

## Відповідності
- Служебник у Православ'ї.